# Cristina De Stefano
Cristina De Stefano (Pavia, 24 aprile 1967) è una giornalista e scrittrice italiana.

## Biografia
Dopo aver intrapreso la carriera di giornalista a Elle, a cui ancora collabora, si è trasferita a Parigi dove svolge la professione di scout letterario. Si deve a lei, tra l'altro, la pubblicazione in molte lingue di La verità sul caso Harry Quebert, best seller da centinaia di migliaia di libri venduti. La sua attività di scrittrice inizia nel 2002, con la pubblicazione di "Belinda e il mostro. Vita segreta di Cristina Campo", biografia della poetessa Cristina Campo. Seguono altri volumi biografici, tra cui di particolare rilievo la prima biografia completa di Oriana Fallaci, pubblicata nel 2013, e quella di Maria Montessori, uscita nel 2020.

## Opere
- Belinda e il mostro (Adelphi, 2002)
- Americane avventurose (Adelphi, 2007)
- Oriana. Una donna (Rizzoli, 2013)
- Scandalose. Vite di donne libere (Rizzoli, 2017)
- Il bambino è il maestro. Vita di Maria Montessori (Rizzoli, 2020)